# ウォーレン・バフェット
ウォーレン・エドワード・バフェット（英語: Warren Edward Buffett、1930年8月30日 - ）は、アメリカ合衆国の投資家、経営者、資産家、慈善家である。ジョージ・ソロス、ジム・ロジャーズとともに世界三大投資家として知られる。
世界最大の投資持株会社であるバークシャー・ハサウェイの筆頭株主であり、同社の会長兼CEOを務める。大統領自由勲章を受章している。卓越した投資手法から「オマハの賢人」と称される人物である。

## 概説
バフェットはバークシャー・ハサウェイなどを通して多額の株式投資を行い、資産を増やした。株式会社という形態はとっていても、バークシャー・ハサウェイはパートナーシップであるとバフェットが表明している。バークシャー・ハサウェイはバフェットとチャーリー・マンガーが運営する投資ファンドに近い性質を持っていると言われている。
バークシャーは、一株当たりの内在価値を最大限に高めることを目的としている。一方で内在価値と乖離した高い株価も好んでおらず、株価は内在価値を反映した妥当な水準であることを望んでいる。
毎年の有価証券報告書 (Form 10-K) には、株価指数S&P 500とバークシャー･ハサウェイの株価の比較が載っている。バフェットが、1965年にバークシャー・ハサウェイの経営権を握ってから2015年までの約50年間に、S&P 500の上昇率が約14,000%（140倍）だったのに対し、バークシャー･ハサウェイの株価は約200万%（20,000倍）という桁違いの上昇をみせた。
運用成績は、複利計算で約21%のリターンを約50年間に渡って出していることになる。フォーブス誌によるアメリカの長者番付フォーブズ400では1986年に5位に入って以降、毎年ベスト10内に入り続けている（2008年現在）。世界長者番付ではビル・ゲイツが1994年から13年連続で1位となり、バフェットは2位であることが多かった。
バフェットは、2007年に前年から資産を100億ドル増加させ、620億ドル（約6兆4360億円）となり初めて1位になった（米国内の長者番付では1993年に1位になったことがある）。バフェットの資産は、主に自身がCEOを務めるバークシャー・ハサウェイの株式を通じて形成されている。
バフェットの生活は、基本的にお金を使わず、1958年に31,500ドルで購入したオマハの郊外の住宅に今でも住んでいる。バフェットは、バークシャー・ハサウェイから「報酬」として、年間10万ドルを受け取り暮らしている。バークシャー・ハサウェイは、バフェットが経営権を握って以来「無配当」を貫いているため、バフェットは同社から配当金は貰っていない。
2006年6月に、バフェットは資産の85%に当たる約374億ドルを、5つのフィランソロピーに寄付すると発表した。これはアメリカ史上最大の金額であり、寄付はバークシャー・ハサウェイのB株の形で、寄付残額の5%ずつ毎年支払われる。寄付のうち約310億ドル（当時B株1000万株）は、2004年からバークシャーの社外取締役を務める親交の深いビル・ゲイツが関わるビル&メリンダ・ゲイツ財団に、残りは4つの財団に寄付される。
2020年代に入ってからも石油などの化石燃料への投資を続けるなど、バフェットが気候変動対策や、多様性に否定的な考えを持っていることが一部から批判の対象になっている。
2024年1月に行われたバークシャー・ハサウェイの株主総会では、株主からの職場の多様性、公平性、包摂性を促進する取り組みに関する情報開示強化を求める提案、保険事業とエネルギー事業に温室効果ガス排出量など気候変動への取り組みについて情報開示の強化を求める２つの提案のいずれも拒否した。バフェットはバークシャーの議決権31％を握っているため、彼が反対する提案を承認するのは難しい。

## 経歴

### 生い立ち
バフェットは1930年にネブラスカ州オマハでユグノー系のハワード・バフェットとレイラ・バフェットとの間に生まれた。バフェットの父・ハワードは証券業を営んでいた。
バフェットは、幼いころからビジネスを始めていた。祖父からコーラを6本25セントで購入し、それを1本5セントで売ったり、ワシントン・ポストの配達のアルバイト、ゴルフ場のボール拾い、競馬の予想新聞の販売などを行っていた。
バフェットは、11歳の時に初めて株券を購入した。姉のドリスと共にシティ・サービスの優先株を1株38ドルで3株購入したのだが、その後、1株27ドルまで下落した。バフェットはドリスに対して責任を痛感し、1株40ドルまで値を戻したところで売却したが、シティ・サービス株は長期的に上昇し続け、200ドルになった。バフェットによればこれは人生で最も重要な経験であり、下記の3つの教訓を学んだと後に述懐している。
1. 買った時の株価に拘ってはいけない。
2. よく考えることなく小さな利益を得ようと急いではいけない。
3. 他人のお金を使って投資するのは慎重でなくてはならない。

### 中学～高校時代
証券会社を営む父が、1942年に下院議員に当選したためワシントンD.C.に引っ越したが、当時12歳のバフェットは新しい生活になじめず、祖父の家からオマハの学校に中学2年まで通うことになった。1943年に自転車を仕事の経費として控除し、13歳で初めて所得税を申告した。中学では飛び級をしたが、一つ上の友達とうまくなじめなかった。また成績は芳しくなかったが、新聞配達は継続していた。
中学を卒業したバフェットはワシントンD.C.に戻り、高校に進学した。高校3年のときに友人と中古のピンボールを1台25ドルで購入し、それを理容店に置くというビジネスを始めた。このビジネスは成功し、最終的には週50ドルの利益を稼ぎ出すまでになった。その後、この事業を退役軍人に1,200ドルで売却した。

### 大学時代
1947年にペンシルベニア大学ウォートン・スクールファイナンス学科に入学したが中退し、ネブラスカ大学リンカーン校に編入した。ネブラスカ大学を卒業後、ハーバード大学ビジネス・スクールに入学しようとしたが断られた。
コロンビア大学で著名な証券アナリストであり『賢明なる投資家』の著者のベンジャミン・グレアムとデイビッド・ドッドが教職についていることを知ったバフェットは、コロンビア大学ビジネススクールに進学し、投資について学んだ。
グレアムが保険会社GEICOの重役であることを知ったバフェットは、電車に乗ってワシントンD.C.のGEICO本社へ向かった。門前払いをされそうになったが、中に入れてくれるまでドアを叩き続けたという。そこでバフェットは、当時の副社長そして後の友人であり、影響を受けたロリマー・デビッドソン（Lorimer Davidson）に会った。
1951年に大学院で修士号を取得後、ウォール街で働こうとするが、父とグレアムに反対された。バフェットはグレアムの下でただでもいいから働きたいと懇願するが、ユダヤ人のための雇用を確保しておきたいというグレアムの事情により断られた。グレアムはユダヤ人で、当時はユダヤ人の就職が困難という社会的な事情がその背景にはあった。

### 株式ブローカーへ
バフェットは故郷オマハに戻り、数年間ではあるが父の証券会社で株式ブローカーとして働いた。テキサコガソリンスタンドに資産の20%を投資したが、損失を出しており、後に失敗した投資の1つとして語っている。
また、人前で話をする訓練のために、自己啓発書『人を動かす』(1936年出版)などで著名なデール・カーネギーの演説コースを受講した。そこで学んだ知識を使い、ネブラスカ大学夜間クラスで平均年齢が彼の2倍以上の受講生に"投資原理"を教えた。
この頃に、スーザン・トンプソンとデートをするようになる。1952年にスーザン・トンプソンと結婚し、婚約時には資産の6%の価値の婚約指輪を贈った。1953年に長女スーザン・アリスをもうけ、翌年には2人目の子供ハワードが生まれた。

### パートナーシップの運営
1954年にグレアムより電話でパートナーシップでの仕事の誘いがあり、資産運用会社グレアム・ニューマンに証券アナリストとして入社した。初任給は年間12,000ドル。ここでは後に著名な投資家になるウォルター・シュロスと共に働いた。
1956年にグレアムは引退し、会社は解散した。グレアムはバフェットを評価しており、1970年代の後半に『賢明なる投資家』の改訂を行っていたグレアムが入院した際に手伝いをバフェットに依頼した。バフェットは根本部分は変更せずにインフレや企業分析について改訂を提案したが、退院したグレアムは自分で改訂作業を行った。
当時バフェットの貯金は9,800ドルから140,000ドル以上になっていた。バフェットは故郷オマハに帰り、合計105,000ドルを7人の家族と友人から集めて投資のパートナーシップであるバフェット・アソシエイツ株式会社を設立。自身は100ドルだけ出資した。この後、年内に2つのパートナーシップをつくり、パートナーシップは合計で3つになる。
1957年にさらに2つのパートナーシップを追加でつくり、合計5つパートナーシップを運営した。バフェットはパートナーシップの運営を自宅で行っていた。妻のスーザンが第三子（次男ピーター）を身ごもっていたので、1957年にファーナム通りにある漆喰作りで5つの寝室を備えた家を31,500ドルで購入した。この家にバフェットは現在も住んでいる。
1959年、後にバークシャーの副会長となるチャーリー・マンガーに出会い、2人はすぐに意気投合した。彼は会社の成功の要になる。1960年にはパートナーである1人の医師に、10,000ドルを投資する気がある医師を10人見つけてきてほしいと頼み、11人を紹介してもらう。この中には現在まで投資している家族（本人は死去したが、遺族が相続した）があり、当時投資した1万ドルは現在では5億ドル程度になっている。1961年、パートナーシップの資産が数百万ドルを突破し、風車の製造会社に対して初めて100万ドル規模の投資をした。
1962年にニューヨークへ出かけ、古い友人から数十万ドルの資金を集めた。パートナーシップの資産が720万ドルになる。多数あったファンドをバフェット・パートナーシップにまとめ、最小投資規模を25,000ドルから100,000ドルに変更した。運営拠点をバフェットが「機能的で華美でない」と称するキューイット・プラザ（地元オマハの名士ピーター・キューイットの名にちなむ）に移す。バフェットとスーザンはそれぞれ100万ドル以上の資産を保有していた。

### バークシャー・ハサウェイの筆頭株主に
繊維業のバークシャー・ハサウェイが1株あたり8ドル未満で売られており、経営を改善すれば業績が好転すると考え、最終的にはパートナーシップを通じて、全株式の49%まで買い進めた。マンガーに風車製造会社デンプスターに投資すべきか相談すると、プロ経営者のハリー・ボトルを招聘すると良いと言われる。バフェットはこの助言に従い、ハリー・ボトルを経営者に据え、一時解雇、コスト削減などの経営改善策を会社に実現させ、大きな利益を出す。
1963年、バークシャー・ハサウェイの筆頭株主になる。デンプスターを購入時の3倍の株価で売却。ほとんど価値のない企業で構成したポートフォリオは200万ドル以上の価値を持っていた。翌年、アメリカン・エキスプレスが倒産の危機のある子会社に対して法的義務のない状態で資金を融通しようとしたスキャンダルによって同社の株価が暴落したときに、バフェットは解決可能な問題であると判断し、逆に株を買った。
1965年にウォルト・ディズニーに出会い、ウォルト・ディズニー株を買い始める。1株38セントで当時の時価総額の5%にあたる400万ドルを投資した。1株48セントになったときに売却したが、後に買い戻すこととなる。このことについて、売却は失敗だと認めている。1967年、バフェットのパートナーシップの資産が6500万ドルになる。バフェットはこのパートナーシップに初めて10セントの配当を出した1969年、バフェットはパートナーシップの解散を行った。

### ブルーチップ・スタンプスとの関わり
1956年に9つの会社によって設立されたブルーチップ・スタンプは、小売店の販売促進のための景品スタンプ事業を行っていた。9社による独占に対して小売店から反トラスト法違反で訴えられ、1967年にブルーチップ・スタンプスと改名し株式の55%は市場に流通するようになった。バフェットは割安であると判断して株を購入し、情報交換していた友人のチャーリー・マンガーとリック・ゲーリンも別個に購入していた。
1971年時点でバフェット家が13%、マンガーのパートナーシップが8%、ゲーリンのパートナーシップが5%を保有していた。更にバフェットが部分的に所有しているバークシャーが17%、ダイバーシファイド・リテーリングが16%のブルーチップ株を保有し、ダイバーシファイド・リテーリングはバークシャーの株を持ち、マンガーのパートナーシップはダイバーシファイド・リテーリングの株を保有していた。その後の買い増しによって合計75%のブルーチップ株をバフェットたちが所有することになった。
マンガー、ゲーリン、バフェットはブルーチップの取締役となり、景品事業によって生まれる準備金の運用を行った。1972年には製菓業のシーズ・キャンディーを帳簿価格の約3倍の価格で買収して子会社とした。更に貯蓄貸付組合のウェスコ・フィナンシャルの株8%を1株10ドル台前半で購入した。
1973年にウェスコがフィナンシャル・コープと合併する計画が発表されると、バフェットたちはウェスコの株主に不利な条件の合併に反対するため17%まで買い増しを行った。規制があり20%以上取得するには許可を受ける必要があったため、バフェットたちは創業家で大株主のピータース家を説得して合併を撤回させた。合併計画によって1株17ドルまで上昇していたウェスコ株は合併中止によって下落することが想定されたが、バフェットたちは他の株主へ公正さを保つため残りの3%を17ドルで購入した。株式取得に関する許可を得ると公開買付けなどによって最終的に80%を保有した。
SECはブルーチップを通じたウェスコ株の取得を中心にバフェットたちの投資活動の調査を行った。ブルーチップの株が複雑な形で保有されていたこともあり、SECは何らかの不正を行っているのではないかという疑惑を持っていた。最終的にはウェスコの合併中止後も株を高値で買ったことが株価を操作したと判断され、問題になった。バフェットたちは同様の過ちを今後行わないことを明言し、1975年にSECはブルーチップからウェスコの株主へ11万5000ドルの支払いを命じた。この件の影響でバフェットたちは組織の簡略化に取り組むことになった。
マンガーのパートナーシップは1974年の暴落から回復した1975年に解散し、マンガーはバークシャーの副会長に就任した。ダイバーシファイド・リテーリングはバークシャーに吸収された。ブルーチップも1983年にバークシャーとの株式交換によって合併し、複雑な株主構成は解消された。

### バークシャー・ハサウェイの経営
1965年にバフェットは繊維業のバークシャー・ハサウェイの経営権を創業家との衝突の後に取得し、新社長にケン・チェイスを指名した。バフェットは1970年からバークシャー・ハサウェイの会長として、現在では有名となっている株主への年次報告書を執筆し始める。 
バークシャー・ハサウェイは1973年にワシントン・ポスト株を買い始める。ワシントン・ポストとその機関紙を支配しているキャサリン・グラハムと親友になり、バフェットはワシントンポストの社外取締役となる。バークシャー・ハサウェイ株が下落し始め、バフェットの純資産は1974年には半減する。バフェットの指示にて、バークシャー・ハサウェイは資金の借り入れを行う。
1977年、ブルーチップを通じて3250万ドルでバッファロー・イブニング・ニュースを買収した。新たに日曜版を開始し、既存の平日版の読者に4週間無料で、店頭では特別価格で販売した。このことでライバルのクーリエ・エクスプレスから反トラスト法にて訴訟を起こされ、解決まで5年を要した。
1979年にABC株を1株当たり290ドルで購入した。このころのバフェットの純資産は1億4000万ドル近くとみられている。年間5万ドルを給与を貰い生活を続けていた。 バークシャー・ハサウェイの株価が年初775ドルから年末に1,310ドルにまで上昇した為、バフェットの純資産は6億2000万ドルとなり初めてフォーブス誌に名前が載る。
副会長のマンガーの発案により1981年からバークシャー・ハサウェイが利益の一部を寄付する際に、寄付先を株主が持ち株に応じて決定できるという慈善事業計画を策定した。1983年、家具屋のネブラスカ・ファーニチュア・マートを6000万ドルで買収した。バフェットはオーナーが同社の売却を考えていることを知り、オーナーの息子と事前に下交渉をしていた。その上でバフェットは店を訪ねてオーナーの老婦人と直接交渉し、会計の監査や在庫の調査をせずに、言い値に対して即払いで購入した。
1983年のバークシャーの持つポートフォリオは13億ドル程度の価値と評価されるまで成長していた。一方で本来の繊維業は不振を続け、1985年にバフェットはバークシャーの繊維部門の再建を断念して工場を閉鎖した。優秀な生え抜きの経営陣と資本を注ぎ込んだが、最後の9年間累計で売上が5億3000万ドル、1000万ドルの赤字であった。当時すでにアメリカにおいて斜陽産業であった繊維業を再建することはできなかった。

### 企業買収を成功
1985年、3億1500万ドルで世界書籍百科事典などを製造しているScott & Fetzerを買収した。1985年にABCとキャピタル・シティーズの合併の成功を助ける。連邦裁判所からキャピタル・シティーズとワシントン・ポストの両方で取締役であることを認められなかったため、ワシントン・ポストの取締役を辞任した。
1987年にアメリカ最大規模の証券会社ソロモン・ブラザーズはロナルド・O・パールマンによる敵対的買収の対象となっていたため、CEOのジョン・グッドフレンドはバフェットに助けを求めた。バフェットは証券業界を好ましく思っていなかったがグッドフレンドを評価していたため7億ドルを投資し、マンガーと共にソロモンの取締役に就いた。
1991年にソロモンの債券トレーダーのポール・モウザーが財務省証券の入札での買占めをはじめとする複数の違法取引を行ったスキャンダルが発覚した。グッドフレンドとソロモン副会長のジョン・メリウェザーがこの事実を知りながら取締役会や監督省庁に隠し続けていた為、SECや財務省をはじめとする多くの機関から重大事件とみなされた。最終的にグッドフレンドとソロモンの社長であるトーマス・ストラウスと法律顧問が辞任したが、それだけでは解決されないほど問題が大きかったためバフェットが暫定CEOに就任した。バフェットは信用があり、法律問題にも積極的に取り組んだ結果ソロモンが2億9000万ドルの罰金を支払うことで事件は終結した。
1988年にコカ・コーラ株を買い始め、最終的に発行済み株式の7%を10.2億ドル相当で買った。1989年バークシャーの株価は4,800ドルから8,000ドル以上に上昇し、バフェットの純資産は約42億ドルになる。1996年ニューヨークのCardozo Law Schoolに参加してThe Essays of Warren Buffettを編集、発行することとなる。
1989年、670万ドルで社用ジェット機を購入した際に、かつて他社のジェット機購入を批判したことに絡めて冗談交じりに「THE INDEFENSIBLE」（言語道断号）と名づけた。
1997年から1998年にかけて、1オンスあたり4.6から4.8ドルで約1億3000万オンスの銀を投資として購入した。2006年に売却した。

### 2000年以降の活躍
2010年9月29日にビル・ゲイツとともに自身が出資する中国の比亜迪（BYD）の工場を訪れ、電気自動車「M6」発売のセレモニーにゲイツとともに出席した。
2011年3月21日に日本へ初来日し、自身が間接的に投資を行う大手切削工具メーカータンガロイの新工場完成式典（3月22日開催）への出席が予定されていたが、東日本大震災のため完成式典も来日も延期された。その後、新工場の完成式典が行われる11月21日にあわせて工場のある福島県を来訪した。
2012年2月に自らの後継者を特定したとしたが具体的な名前は明かさなかった。同年4月17日に初期の前立腺癌であることを明らかにした。
2020年8月31日には三菱商事、三井物産、住友商事、伊藤忠商事、丸紅の日本の大手総合商社の5%の株を投資・購入した。
2025年5月3日、バークシャーのCEOを同年末に退任し、グレッグ・アベル副会長を後任とする考えを示した。

## 人物

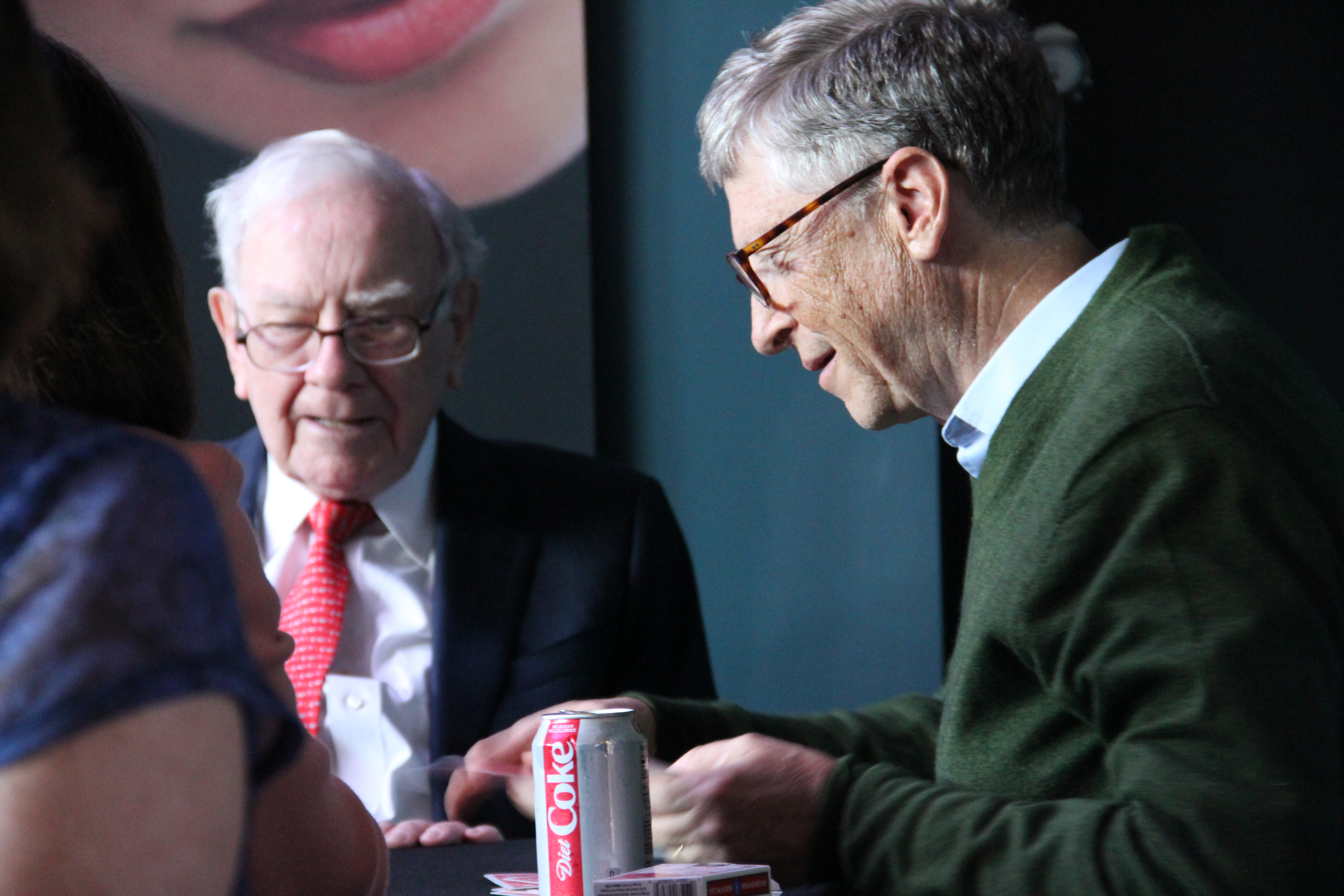
ダイエットコークを飲みながらビル・ゲイツとカードゲームに興じるバフェット（2018年）

プロテスタントの家庭に育った。現在は不可知論者だとインタビューに応えている。
地元ネブラスカ州オマハを中心とした生活を送っているため、1997年にニューヨークタイムスから「オマハの賢人」（Oracle (Sage) of Omaha）とも呼ばれる。毎年開催されるバークシャー・ハサウェイの株主総会では、バフェットと同社の副会長チャーリー・マンガーの話を聞くために、2009年5月に世界中から数万人にのぼる株主が参加すると報道されている。
極端な偏食家としてつとに有名であり、中でも以下のような事例が挙げられている。
- 朝鮮日報によると1950年代から同じ家に住み、週に3回はマクドナルドのチキンナゲットで昼食を取るとされている。
- 朝食はコカ・コーラとUtzのポテトスティックス、特別な日の朝食にはアイスクリーム。家ではチェリーコーク、オフィスでは普通のコークを飲む。「1日に2,700カロリー摂取するとしたら、その4分の1はコカ・コーラで摂取する」「12オンス（約300ml）のコカ・コーラを毎日5杯」と語っている[62]。
- ソニーの当時のトップだった盛田昭夫が、ニューヨークの自宅にバフェットを招待し食事を運ばせた際、次から次に出てくる日本料理20品に一切手をつけなかった。
- タンガロイの新工場の竣工式典に出席することになった際、ある種類のハンバーガーとある種類のコカ・コーラしか口にしないという事前情報を手に入れたタンガロイ側は、彼をもてなす食事を用意するためにマクドナルドのクォーターパウンダーから具材を全て抜き、ソースも味付けも無い、完全にパンで肉を挟んだだけのものを用意した。
- 医師が健康診断の際に彼の食生活を聴いた際、そのあまりの偏食ぶりに「遺伝子がよほど頑張らなければ、常人ならとっくに死んでいる」と驚きを交えて評した[63]。
- 交友関係のあるビル・ゲイツは、バフェットが朝食代わりにオレオを食べていると聞いて、2020年にはバフェットの誕生日にオレオをモチーフにしたバースデーケーキを作る動画を公開している[64]。

自家用車に関しては、高価な車両を何台も所有することはない。フォードの株を所有しているにもかかわらず、一時期はゼネラルモーターズのキャデラックを所有した。その後継には、スバル・アウトバックを選択したと報道されたが、その後、自身のInstagram上で「人生でスバルに乗ったことはない。（愛国者なので）キャデラックを新調した」と否定した。

## 投資スタイル
基本スタイルは長期投資
バフェットは、長期投資を基本スタイルとし、1965年から1995年に渡ってバークシャー・ハサウェイに高い運用成績をもたらしている。「50年後も持っていたい株を買う」「10年以内に売るような株は買うべきではない」と発言している。
既存業界を好む
投資手法は固定の拘りが強く、新規業界より既存業界を好む。1990年代のドットコムブームではテクノロジー株を蜃気楼だとして、投資しなかった。しかし、バフェットも、2016年にアップル株を大量に買い付けた。更に「これまでアマゾンに投資しなかった自分は馬鹿だった」と過去のテクノロジー株への偏見があった反省を述べた。アマゾン株も買っている。
グレアムの理論がベース
バフェットの投資に関する考え方はベンジャミン・グレアムの理論をベースにしている。株式が企業の一部であることを意識し、市場に惑わされず、安全余裕率を忘れないことが重要な要素だとしている。その他にフィリップ・フィッシャーの影響も受けている。
内在価値を重視
当初は株価純資産倍率（PBR）が1未満の株が解散価値の水準に価格修正される傾向があることから、PBRが1よりも小さい株を買い、価格修正されたところで売却し、差益を得るという方法が主流だった。しかし、失敗した投資経験やチャーリー・マンガーの意見によって、バフェットは単に割安な企業よりも数字に表れないものを含めた内在価値が高い事を重視するようになり、普通の企業を格安で買うよりも優れた企業を相応の価格で購入するべきだとしている。
バフェットが投資する条件
バフェットが投資する条件として、下記の4つを挙げている。
①事業の内容を理解できる。
事業の内容が自分にとって複雑すぎる分野には手を出さないため、基本的にハイテク分野の企業などには投資をしていないが、IBMとAppleには高配当などから投資した。
②長期的に業績が良いことが予想される。
長期的な業績を計るためには、ブランド力や価格決定力を持つことを重視している。
③経営者に能力がある。
企業は事業拡張や多角化の際の誤った判断によって容易にその価値を失いトラブルを発生させてしまうため、尊敬できる有能な経営者が必要である。しかし、有能な経営者でも悪化したビジネスは立て直すことはできないと考えている。
④魅力的な価格である。
バフェットにとって、株価は最後の要素である。上記の3つの要素を総合的に考えて、コストパフォーマンスが高いかどうかで判断を行う。
集中的な投資
バフェットは分散投資を行わず、基準を満たす優れた企業を買収、あるいは株式を大量に取得するという集中的な投資を行う。買収した企業では元の経営陣がそのまま経営を続ける。バフェットは資本の安定と適正な役員報酬によって、経営者が安心して運営できる環境を提供する。バフェットの方針は経営を続けたいが企業を売却したいオーナー経営者を惹きつけた。
バークシャー・ハサウェイを買収した際は新社長を登用して繊維事業の改善を図るなど、経営に介入したが上手くいかず最終的には工場を閉鎖せざるを得なくなった。そうした失敗の一方で、元々優秀なビジネスを行っていたシーズ・キャンディーの買収は成功したことから現在のスタンスが確立した。
裁定取引も行う
バフェットは長期投資が最も望ましいとしているが、基準を満たす投資先がない場合は裁定取引も行う。合併や買収などが公表された企業の株価と計算上の株価に差があれば、実現される可能性と期間を考慮して取引を行う。バフェットは裁定取引の場合でも少数の大規模な案件を扱う。
個人投資についての見解
ビットコインについては「殺鼠剤の二乗」と表現し、否定的な見解を示している。一般投資家はインデックスファンドを購入すべきだと主張し、手数料の高いアクティブファンドの投資信託に手を出すべきでないと述べている。バフェットは個人に対する株の投資先についての推奨は一切行っていない。

## 家族
バフェットの父・ハワードは証券業を営み、1930年から共和党の下院議員を務めた。バフェットは父から多くを学び、短期間だが父の証券会社で共に働いていたこともある。バフェットは3人兄弟で、姉のドリスと妹のバーティーがいる。祖父はオマハに食料雑貨店を持っており、チャーリー・マンガーはこの雑貨店で働いていたことがあるがこの間にバフェットと出会うことは無かった。
1952年にスーザン・トンプソンと結婚し、スーザンとの間に長女スーザン・アリス（リトル･スージー）、長男ハワード、次男ピーターの3人が生まれた。1977年に子育てを終えたスーザンはバフェットと別れて暮らすようになった。しかし離婚はしておらず、バフェットもスーザンの自由な生き方を支持していた。バフェットの遺産を受け継ぐことになっていたが、2004年に先立たれたために資産を複数の財団へ寄付することになった。
バフェットは子供達を甘やかすことは本人のためにならないとして厳しく育て、自立させた。長男ハワードはバークシャーの役員を務めており、また次男ピーターは作曲家で映画スカーレット・レターに楽曲を2曲提供している。
1978年からバフェットは妻のスーザンから紹介されたアストリッド・メンクスという女性と同居していた。2004年にスーザンが亡くなり、2006年にバフェットはアストリッドと再婚した。

## 語録
- 1ドルのものを40セントで買う哲学を学んだ[88]。
- リスクとは、自分が何をやっているかよくわからないときに起こるものだ[89]。
- 他人が慎重さを欠いているときほど、自分たちは慎重に事を運ばなければならない[90]。
- 株式投資の極意とは、いい銘柄を見つけて、いいタイミングで買い、いい会社である限りそれを持ち続けること。これに尽きる[91]。
- ルール その1：絶対に損をするな。ルール その2：絶対にルール1を忘れるな[92]。
- 風見鶏を見ているだけでは金持ちにはなれない[93]。
- 時代遅れになる原則はそもそも原則ではない（バリュー投資について）[94]。
- ロケット工学で博士号を取る必要はない。投資とは、知能指数160の人間が130の人間を倒すゲームではないからだ。合理的かどうかが問題である[95]。
- 投資の極意を3つの単語で表すとすると「Margin of safety（安全域）」だ[96]。
- ビジネスの世界で最も危険な言葉は「他の誰もがやっている」だ[97]。
- 「永続的競争優位性」を持つ企業に投資します[98]。
- 株式投資に見逃し三振はありません[99]。
- （裏情報ではなく）公開情報を深く読みなさい[100]。
- 尊敬できる人のもとで働け（就職活動に関するアドバイス）[101]。
- ウォーレンはカラーテレビのような人です。みなが白黒なのに彼にはカラーに見えるの（妻スーザンがバフェットを評して）[102]。
- 普通の会社の株を「魅力的な価格」で買うより、魅力的な会社の株を「普通の価格」で買うほうが良い[103]。

## 活動

### 個人財産の寄付
バフェットの財産は99%がバークシャー株であるが、死後はスーザン・トンプソン・バフェット財団（Susan Thompson Buffett Foundation）に寄付される予定である。2004年に亡くなった妻の個人資産であった26億ドル相当の土地はこのバフェット財団に寄付されている。2006年6月にバフェットは資産の85%にあたる374億ドルを5つの財団に寄付すると発表した。寄付はバークシャーのB株の形で寄付残額の5%ずつ毎年支払われることになっている。そのうち310億ドルはビル&メリンダ・ゲイツ財団に寄付することとなった。2010年より、ビル・ゲイツと「ギビング・プレッジ」と称する寄付推奨活動を開始した。

### ランチオークション
毎年、バフェットとステーキランチをともにする権利がオークションにかけられ、1億円以上で落札されている。落札金は全額グライド財団に寄付される。